# European Le Mans Series 2013
Navigation
Édition précédente Édition suivante
L'European Le Mans Series 2013 (ELMS) est la dixième saison de ce championnat et se déroule du 13 avril au 28 septembre 2013 sur un total de cinq manches.

## Repères de débuts de saison
Comme pour la saison précédente, la catégorie LMP1 n'est pas autorisée dans la compétition. Le plateau est complété par la catégorie GTC, ce nom ne concerne plus les voitures utilisées en séries monotypes mais désormais des GT3 utilisées dans de nombreux championnats européens.
Catégories :
- LMP2
- LMPC
- LMGTE (ex GTE-Am)
- GTC (GT3)

## Engagés
Liste des engagés révélée le 8 février 2013,.
| Équipe                   | Voiture                         | No. | Pilote                   | Cat.  | Manches |
| ------------------------ | ------------------------------- | --- | ------------------------ | ----- | ------- |
| Thiriet by TDS Racing    | Oreca 03 Nissan                 | 1   | Pierre Thiriet           | LMP2  | 1–3     |
| Thiriet by TDS Racing    | Oreca 03 Nissan                 | 1   | Jonathan Hirschi         | LMP2  | 1       |
| Thiriet by TDS Racing    | Oreca 03 Nissan                 | 1   | Mathias Beche            | LMP2  | 2–3     |
| Greaves Motorsport       | Zytek Z11SN Nissan              | 3   | Chris Dyson              | LMP2  | 1       |
| Greaves Motorsport       | Zytek Z11SN Nissan              | 3   | Michael Marsal           | LMP2  | 1       |
| Greaves Motorsport       | Zytek Z11SN Nissan              | 3   | David Heinemeier Hansson | LMP2  | 2       |
| Greaves Motorsport       | Zytek Z11SN Nissan              | 3   | Tom Kimber-Smith         | LMP2  | 2       |
| Boutsen Ginion Racing    | Oreca 03 Nissan                 | 4   | Bastien Brière           | LMP2  | 1–2     |
| Boutsen Ginion Racing    | Oreca 03 Nissan                 | 4   | Thomas Dagoneau (pl)     | LMP2  | 1–2     |
| Boutsen Ginion Racing    | Oreca 03 Nissan                 | 4   | John Hartshorne          | LMP2  | 1–2     |
| Boutsen Ginion Racing    | Oreca 03 Nissan                 | 4   | Dominik Kraihamer        | LMP2  | 3       |
| Boutsen Ginion Racing    | Oreca 03 Nissan                 | 4   | Thomas Holzer (en)       | LMP2  | 3       |
| Murphy Prototypes        | Oreca 03 Nissan                 | 18  | Brendon Hartley          | LMP2  | 1–3     |
| Murphy Prototypes        | Oreca 03 Nissan                 | 18  | Mark Patterson           | LMP2  | 1–2     |
| Murphy Prototypes        | Oreca 03 Nissan                 | 18  | Jonathan Hirschi         | LMP2  | 3       |
| HVM Status GP            | Lola B12/80 Judd                | 30  | Tony Burgess             | LMP2  | 2       |
| HVM Status GP            | Lola B12/80 Judd                | 30  | Jonathan Hirschi         | LMP2  | 2       |
| Race Performance         | Oreca 03 Judd                   | 34  | Michel Frey              | LMP2  | 1–3     |
| Race Performance         | Oreca 03 Judd                   | 34  | Patric Niederhauser      | LMP2  | 1–3     |
| Signatech Alpine         | Oreca 03/Alpine Nissan          | 36  | Pierre Ragues            | LMP2  | 1–3     |
| Signatech Alpine         | Oreca 03/Alpine Nissan          | 36  | Nelson Panciatici        | LMP2  | 1–3     |
| SMP Racing               | Oreca 03 Nissan                 | 37  | Maurizio Mediani         | LMP2  | 3       |
| SMP Racing               | Oreca 03 Nissan                 | 37  | Sergey Zlobin            | LMP2  | 3       |
| SMP Racing               | Ferrari 458 Italia GT3          | 68  | Alexander Frolov         | GTC   | 2       |
| SMP Racing               | Ferrari 458 Italia GT3          | 68  | Devi Markozov            | GTC   | 2       |
| SMP Racing               | Ferrari 458 Italia GT3          | 68  | Yury Evstigneev          | GTC   | 2       |
| SMP Racing               | Ferrari 458 Italia GT3          | 69  | Fabio Babini             | GTC   | 2–3     |
| SMP Racing               | Ferrari 458 Italia GT3          | 69  | Kirill Ladygin           | GTC   | 2–3     |
| SMP Racing               | Ferrari 458 Italia GT3          | 69  | Viktor Shaytar           | GTC   | 2–3     |
| SMP Racing               | Ferrari 458 Italia GT3          | 72  | Boris Rotenberg          | GTC   | 2       |
| SMP Racing               | Ferrari 458 Italia GT3          | 72  | Sergey Zlobin            | GTC   | 2       |
| SMP Racing               | Ferrari 458 Italia GT3          | 72  | Maurizio Mediani         | GTC   | 2       |
| SMP Racing               | Ferrari 458 Italia GT3          | 72  | Devi Markozov            | GTC   | 3       |
| SMP Racing               | Ferrari 458 Italia GT3          | 72  | Alexander Frolov         | GTC   | 3       |
| SMP Racing               | Ferrari 458 Italia GT3          | 72  | Luca Persiani            | GTC   | 3       |
| Jota Sport               | Zytek Z11SN Nissan              | 38  | Oliver Turvey            | LMP2  | 1–3     |
| Jota Sport               | Zytek Z11SN Nissan              | 38  | Simon Dolan              | LMP2  | 1–3     |
| DKR Engineering          | Lola B11/40 Judd                | 39  | Olivier Porta            | LMP2  | 1–2     |
| DKR Engineering          | Lola B11/40 Judd                | 39  | Romain Brandela          | LMP2  | 1–2     |
| DKR Engineering          | Lola B11/40 Judd                | 39  | Stéphane Raffin          | LMP2  | 1       |
| DKR Engineering          | Lola B11/40 Judd                | 39  | Bernard Delhez           | LMP2  | 2       |
| Morand Racing            | Morgan LMP2 Judd                | 43  | Natacha Gachnang         | LMP2  | 1–3     |
| Morand Racing            | Morgan LMP2 Judd                | 43  | Franck Mailleux          | LMP2  | 1–3     |
| Morand Racing            | Morgan LMP2 Judd                | 43  | Christian Klien          | LMP2  |         |
| Algarve Pro Racing Team  | Oreca FLM09 Chevrolet           | 46  | C.O. Jones               | LMPC  | 3       |
| Algarve Pro Racing Team  | Oreca FLM09 Chevrolet           | 46  | Nick Catsburg            | LMPC  | 3       |
| Team Endurance Challenge | Oreca FLM09 Chevrolet           | 47  | Alex Loan                | LMPC  | 1–3     |
| Team Endurance Challenge | Oreca FLM09 Chevrolet           | 47  | Matthieu Lecuyer         | LMPC  | 1–2     |
| Team Endurance Challenge | Oreca FLM09 Chevrolet           | 47  | Nico Verdonck (en)       | LMPC  | 3       |
| Team Endurance Challenge | Oreca FLM09 Chevrolet           | 48  | Soheil Ayari             | LMPC  | 1–3     |
| Team Endurance Challenge | Oreca FLM09 Chevrolet           | 48  | Anthony Pons             | LMPC  | 1–3     |
| Team Endurance Challenge | Oreca FLM09 Chevrolet           | 49  | Paul-Loup Chatin         | LMPC  | 1–3     |
| Team Endurance Challenge | Oreca FLM09 Chevrolet           | 49  | Gary Hirsch              | LMPC  | 1–3     |
| RAM Racing               | Ferrari 458 Italia GT2          | 52  | Johnny Mowlem            | LMGTE | 1–3     |
| RAM Racing               | Ferrari 458 Italia GT2          | 52  | Matt Griffin             | LMGTE | 1–3     |
| RAM Racing               | Ferrari 458 Italia GT2          | 53  | Gunnar Jeannette         | LMGTE | 1–3     |
| RAM Racing               | Ferrari 458 Italia GT2          | 53  | Frankie Montecalvo       | LMGTE | 1–3     |
| AF Corse                 | Ferrari 458 Italia GT2          | 54  | Yannick Mallégol (pl)    | LMGTE | 1–3     |
| AF Corse                 | Ferrari 458 Italia GT2          | 54  | Jean-Marc Bachelier      | LMGTE | 1–3     |
| AF Corse                 | Ferrari 458 Italia GT2          | 54  | Howard Blank             | LMGTE | 1–3     |
| AF Corse                 | Ferrari 458 Italia GT2          | 55  | Piergiuseppe Perazzini   | LMGTE | 1–3     |
| AF Corse                 | Ferrari 458 Italia GT2          | 55  | Marco Cioci              | LMGTE | 1–3     |
| AF Corse                 | Ferrari 458 Italia GT2          | 55  | Federico Leo             | LMGTE | 1–3     |
| AF Corse                 | Ferrari 458 Italia GT3          | 62  | Andrea Rizzoli           | GTC   | 1–3     |
| AF Corse                 | Ferrari 458 Italia GT3          | 62  | Stefano Gai              | GTC   | 1–3     |
| AF Corse                 | Ferrari 458 Italia GT3          | 62  | Lorenzo Casè (pl)        | GTC   | 1–3     |
| Kox Racing               | Lamborghini Gallardo LP600+ GT3 | 60  | Peter Kox                | GTC   | 2–3     |
| Kox Racing               | Lamborghini Gallardo LP600+ GT3 | 60  | Nico Pronk               | GTC   | 2–3     |
| Momo Megatron DF1        | Audi R8 LMS                     | 65  | Dylan Derdaele           | GTC   | 1–2     |
| Momo Megatron DF1        | Audi R8 LMS                     | 65  | Raffi Bader              | GTC   | 1–2     |
| Momo Megatron DF1        | Audi R8 LMS                     | 65  | Kuba Giermaziak          | GTC   | 1–2     |
| JMW Motorsport           | Ferrari 458 Italia GT2          | 66  | Andrea Bertolini         | LMGTE | 1–3     |
| JMW Motorsport           | Ferrari 458 Italia GT2          | 66  | Joël Camathias           | LMGTE | 1–3     |
| IMSA Performance Matmut  | Porsche 911 GT3 RSR (997)       | 67  | Patrice Milesi           | LMGTE | 1–3     |
| IMSA Performance Matmut  | Porsche 911 GT3 RSR (997)       | 67  | Wolf Henzler             | LMGTE | 1       |
| IMSA Performance Matmut  | Porsche 911 GT3 RSR (997)       | 67  | Patrick Long             | LMGTE | 2       |
| IMSA Performance Matmut  | Porsche 911 GT3 RSR (997)       | 67  | Jean-Karl Vernay         | LMGTE | 3       |
| Prospeed Competition     | Porsche 911 GT3 RSR (997)       | 75  | François Perrodo         | LMGTE | 1–3     |
| Prospeed Competition     | Porsche 911 GT3 RSR (997)       | 75  | Emmanuel Collard         | LMGTE | 1, 3    |
| Prospeed Competition     | Porsche 911 GT3 RSR (997)       | 75  | Sébastien Crubilé        | LMGTE | 1–2     |
| Proton Competition       | Porsche 911 GT3 RSR (997)       | 77  | Christian Ried           | LMGTE | 1–3     |
| Proton Competition       | Porsche 911 GT3 RSR (997)       | 77  | Gianluca Roda            | LMGTE | 1–3     |
| Proton Competition       | Porsche 911 GT3 RSR (997)       | 77  | Nick Tandy               | LMGTE | 1, 3    |
| Proton Competition       | Porsche 911 GT3 RSR (997)       | 77  | Paolo Ruberti            | LMGTE | 2       |
| Proton Competition       | Porsche 911 GT3 RSR (997)       | 88  | Horst Felbermayr, Jr.    | LMGTE | 3       |
| Proton Competition       | Porsche 911 GT3 RSR (997)       | 88  | Horst Felbermayr, Sr.    | LMGTE | 3       |
| Proton Competition       | Porsche 911 GT3 RSR (997)       | 88  | Klaus Bachler            | LMGTE | 3       |
| Ecurie Ecosse            | BMW Z4 GT3 (E89)                | 79  | Ollie Millroy            | GTC   | 1–3     |
| Ecurie Ecosse            | BMW Z4 GT3 (E89)                | 79  | Andrew Smith             | GTC   | 1–3     |
| Ecurie Ecosse            | BMW Z4 GT3 (E89)                | 79  | Alasdair McCaig          | GTC   | 1, 3    |
| Ecurie Ecosse            | BMW Z4 GT3 (E89)                | 79  | Joe Twyman               | GTC   | 2       |

| Icône | Catégorie                   |
| ----- | --------------------------- |
| LMP2  | Le Mans Prototype 2         |
| LMPC  | Le Mans Prototype Challenge |
| LMGTE | Le Mans GT Endurance        |
| GTC   | GT Challenge                |

## Calendrier de la saison 2013
Le calendrier 2013 est composé de cinq épreuves en Europe, les courses sont organisées en support de plusieurs autres événements et durent 3 heures chacune.
| N° | Date         | Évènement                                             | Circuit                       | Lieu         | Pays                    |
| -- | ------------ | ----------------------------------------------------- | ----------------------------- | ------------ | ----------------------- |
| 1  | 13 avril     | 3 Heures de Silverstone / WEC 6 Heures de Silverstone | Circuit de Silverstone        | Silverstone  | Angleterre, Royaume-Uni |
| 2  | 18 mai       | 3 Heures d'Imola / GT Tour Imola                      | Autodromo Enzo e Dino Ferrari | Imola        | Italie                  |
| 3  | 20 juillet   | 3 Heures de Spielberg / WSR Red Bull Ring             | Red Bull Ring                 | Spielberg    | Autriche                |
| 4  | 14 septembre | 3 Heures de Budapest / WSR Hungaroring                | Hungaroring                   | Mogyoród     | Hongrie                 |
| 5  | 28 septembre | 3 Heures du Castellet / WSR Paul-Ricard               | Circuit Paul Ricard           | Le Castellet | France                  |

## Résultats de la saison 2013
Vainqueur du classement général en caractères gras
| N° | Évènement                 | Équipe victorieuse LMP2          | Équipe victorieuse FLM       | Équipe victorieuse GTE                  | Équipe victorieuse GTC                     | Résultats |
| N° | Évènement                 | Pilotes victorieux LMP2          | Pilotes victorieux FLM       | Pilotes victorieux GTE                  | Pilotes victorieux GTC                     | Résultats |
| -- | ------------------------- | -------------------------------- | ---------------------------- | --------------------------------------- | ------------------------------------------ | --------- |
| 1  | 3 Heures de Silverstone   | Jota Sport                       | Team Endurance Challenge     | Proton Competition                      | Ecurie Ecosse                              | Résultats |
| 1  | 3 Heures de Silverstone   | Simon Dolan Oliver Turvey        | Soheil Ayari Anthony Pons    | Christian Ried Gianluca Roda Nick Tandy | Andrew Smith Ollie Millroy Alisdair McCaig | Résultats |
| 2  | 3 Heures d'Imola          | Thiriet by TDS Racing            | Team Endurance Challenge     | RAM Racing                              | SMP Racing                                 | Résultats |
| 2  | 3 Heures d'Imola          | Pierre Thiriet Mathias Beche     | Paul-Loup Chatin Gary Hirsch | Johnny Mowlem Matt Griffin              | Fabio Babini Viktor Shaytar Kirill Ladygin | Résultats |
| 3  | 3 Heures du Red Bull Ring | Thiriet by TDS Racing            | Team Endurance Challenge     | RAM Racing                              | SMP Racing                                 | Résultats |
| 3  | 3 Heures du Red Bull Ring | Pierre Thiriet Mathias Beche     | Paul-Loup Chatin Gary Hirsch | Johnny Mowlem Matt Griffin              | Fabio Babini Viktor Shaytar Kirill Ladygin | Résultats |
| 4  | 3 Heures de Budapest      | Signatech Alpine                 | Team Endurance Challenge     | Proton Competition                      | SMP Racing                                 | Résultats |
| 4  | 3 Heures de Budapest      | Nelson Panciatici Pierre Ragues  | Paul-Loup Chatin Gary Hirsch | Christian Ried Klaus Bachler Nick Tandy | Fabio Babini Viktor Shaytar Kirill Ladygin | Résultats |
| 5  | 3 Heures du Castellet     | Murphy Prototypes                | Team Endurance Challenge     | RAM Racing                              | SMP Racing                                 | Résultats |
| 5  | 3 Heures du Castellet     | Brendon Hartley Jonathan Hirschi | Soheil Ayari Anthony Pons    | Johnny Mowlem Matt Griffin              | Fabio Babini Viktor Shaytar Kirill Ladygin | Résultats |

## Classement

### Attribution des points
| Système des points | Système des points | Système des points | Système des points | Système des points | Système des points | Système des points | Système des points | Système des points | Système des points | Système des points | Système des points |
| Position           | 1er                | 2e                 | 3e                 | 4e                 | 5e                 | 6e                 | 7e                 | 8e                 | 9e                 | 10e                | Au-delà            |
| ------------------ | ------------------ | ------------------ | ------------------ | ------------------ | ------------------ | ------------------ | ------------------ | ------------------ | ------------------ | ------------------ | ------------------ |
| Points             | 25                 | 18                 | 15                 | 12                 | 10                 | 8                  | 6                  | 4                  | 2                  | 1                  | 0.5                |

### Championnats équipes

#### Championnat équipes LMP2
| Pos. | Écurie                       | Voiture     | SIL | IMO | RBR | HUN | LEC | Total |
| ---- | ---------------------------- | ----------- | --- | --- | --- | --- | --- | ----- |
| 1    | No. 36 Signatech Alpine      | Alpine A450 | 4   | 2   | 2   | 1   | 4   | 85    |
| 2    | No. 1 Thiriet par TDS Racing | Oreca 03    | 3   | 1   | 1   | 6   | 8   | 77    |
| 3    | No. 38 Jota Sport            | Zytek Z11SN | 1   | Ab. | 4   | 3   | 3   | 71    |
| 4    | No. 18 Murphy Prototypes     | Oreca 03    | 7   | 6   | 7   | 2   | 1   | 64    |
| 5    | No. 43 Morand Racing         | Morgan LMP2 | Ab. | 3   | 3   | 5   | 2   | 58    |
| 6    | No. 34 Race Performance      | Oreca 03    | 2   | 4   | 5   | Ab. | 7   | 46    |
| 7    | No. 4 Boutsen Ginion Racing  | Oreca 03    | 5   | 7   | Ab. | 7   | 5   | 32    |
| 8    | No. 37 SMP Racing            | Oreca 03    |     |     | 6   | 4   | 6   | 28    |
| 9    | No. 3 Greaves Motorsport     | Zytek Z11SN | Ab. | 5   |     |     |     | 10    |
| 10   | No. 39 DKR Engineering       | Lola B11/40 | 6   | Ab. |     |     |     | 8     |
| 11   | No. 30 HVM Status GP         | Lola B12/80 |     | 8   |     |     |     | 4     |

| Couleur | Résultat                     |
| ------- | ---------------------------- |
| Or      | Vainqueur                    |
| Argent  | 2e place                     |
| Bronze  | 3e place                     |
| Vert    | Terminé, dans les points     |
| Bleu    | Terminé, pas dans les points |
| Violet  | Abandon (Ab.) ou (Ret)       |
| Violet  | Non classé (NC)              |
| Rouge   | Pas qualifié (DNQ)           |
| Noir    | Disqualifié (DSQ)            |
| Blanc   | Pas au départ (DNS)          |
| Blanc   | Forfait (WD)                 |
| Blanc   | N'a pas participé (DNP)      |
| Blanc   | Blessé (INJ)                 |
| Blanc   | Exclu (EX)                   |
| Blanc   | Course annulée (C)           |

#### Championnat équipes LMPC
| Pos. | Écurie                          | Voiture     | SIL | IMO | RBR | HUN | LEC | Total |
| ---- | ------------------------------- | ----------- | --- | --- | --- | --- | --- | ----- |
| 1    | No. 49 Team Endurance Challenge | Oreca FLM09 | 2   | 1   | 1   | 1   | 2   | 115   |
| 2    | No. 48 Team Endurance Challenge | Oreca FLM09 | 1   | 2   | 4   | 2   | 1   | 98    |
| 3    | No. 47 Team Endurance Challenge | Oreca FLM09 | Ab. | 3   | 2   |     |     | 33    |
| 4    | No. 46 Algarve Pro Racing Team  | Oreca FLM09 |     |     | 3   | Ab. |     | 16    |

| Couleur | Résultat                     |
| ------- | ---------------------------- |
| Or      | Vainqueur                    |
| Argent  | 2e place                     |
| Bronze  | 3e place                     |
| Vert    | Terminé, dans les points     |
| Bleu    | Terminé, pas dans les points |
| Violet  | Abandon (Ab.) ou (Ret)       |
| Violet  | Non classé (NC)              |
| Rouge   | Pas qualifié (DNQ)           |
| Noir    | Disqualifié (DSQ)            |
| Blanc   | Pas au départ (DNS)          |
| Blanc   | Forfait (WD)                 |
| Blanc   | N'a pas participé (DNP)      |
| Blanc   | Blessé (INJ)                 |
| Blanc   | Exclu (EX)                   |
| Blanc   | Course annulée (C)           |

#### Championnat équipes LMGTE
| Pos. | Écurie                         | Voiture                | SIL | IMO | RBR | HUN | LEC | Total |
| ---- | ------------------------------ | ---------------------- | --- | --- | --- | --- | --- | ----- |
| 1    | No. 52 Ram Racing              | Ferrari 458 Italia GT2 | 2   | 1   | 1   | 2   | 1   | 114   |
| 2    | No. 77 Proton Competition      | Porsche 911 GT3 RSR    | 1   | 5   | 8   | 1   | 3   | 80    |
| 3    | No. 55 AF Corse                | Ferrari 458 Italia GT2 | 7   | 2   | 4   | 3   | 4   | 63    |
| 4    | No. 53 Ram Racing              | Ferrari 458 Italia GT2 | 3   | 3   | 3   | 6   | 5   | 63    |
| 5    | No. 66 JMW Motorsport          | Ferrari 458 Italia GT2 | 4   | 4   | 2   | Ab. | 2   | 61    |
| 6    | No. 75 Prospeed Competition    | Porsche 911 GT3 RSR    | 5   | Ab. | 5   | 4   | 6   | 40    |
| 7    | No. 67 IMSA Performance Matmut | Porsche 911 GT3 RSR    | 6   | 6   | 7   | 5   | 7   | 38    |
| 8    | No. 54 AF Corse                | Ferrari 458 Italia GT2 | 8   | 7   | 9   | Ab. | 8   | 16    |
| 9    | No. 88 Proton Competition      | Porsche 911 GT3 RSR    |     |     | 6   |     |     | 8     |

| Couleur | Résultat                     |
| ------- | ---------------------------- |
| Or      | Vainqueur                    |
| Argent  | 2e place                     |
| Bronze  | 3e place                     |
| Vert    | Terminé, dans les points     |
| Bleu    | Terminé, pas dans les points |
| Violet  | Abandon (Ab.) ou (Ret)       |
| Violet  | Non classé (NC)              |
| Rouge   | Pas qualifié (DNQ)           |
| Noir    | Disqualifié (DSQ)            |
| Blanc   | Pas au départ (DNS)          |
| Blanc   | Forfait (WD)                 |
| Blanc   | N'a pas participé (DNP)      |
| Blanc   | Blessé (INJ)                 |
| Blanc   | Exclu (EX)                   |
| Blanc   | Course annulée (C)           |

#### Championnat équipes GTC
| Pos. | Écurie                        | Voiture                      | SIL | IMO | RBR | HUN | LEC | Total |
| ---- | ----------------------------- | ---------------------------- | --- | --- | --- | --- | --- | ----- |
| 1    | No.69 SMP Racing              | Ferrari 458 Italia GT3       |     | 1   | 1   | 1   | 1   | 100   |
| 2    | No.62 AF Corse                | Ferrari 458 Italia GT3       | 2   | 2   | 2   | 3   | 7   | 76    |
| 3    | No.79 Ecurie Ecosse           | BMW Z4 GT3                   | 1   | 3   | 3   | Ab. | 4   | 67    |
| 4    | No.72 SMP Racing              | Ferrari 458 Italia GT3       |     | 4   | 5   | 2   | 2   | 59    |
| 5    | No.68 SMP Racing              | Ferrari 458 Italia GT3       |     | 5   |     |     | 5   | 21    |
| 6    | No.65 Momo Megatron DF1       | Audi R8 LMS ultra            | 3   | Ab. |     |     |     | 16    |
| 7    | No.86 Scuderia Villorba Corse | Ferrari 458 Italia GT3       |     |     |     |     | 3   | 15    |
| 8    | No.60 Kox Racing              | Lamborghi Gallardo LP600 GT3 |     | Ab. | 4   | DNS | Ab. | 13    |
| 9    | No.83 Easy Race               | Ferrari 458 Italia GT3       |     |     |     | 4   |     | 12    |
| 10   | No.85 DKR Engineering         | BMW Z4 GT3                   |     |     |     |     | 6   | 8     |

| Couleur | Résultat                     |
| ------- | ---------------------------- |
| Or      | Vainqueur                    |
| Argent  | 2e place                     |
| Bronze  | 3e place                     |
| Vert    | Terminé, dans les points     |
| Bleu    | Terminé, pas dans les points |
| Violet  | Abandon (Ab.) ou (Ret)       |
| Violet  | Non classé (NC)              |
| Rouge   | Pas qualifié (DNQ)           |
| Noir    | Disqualifié (DSQ)            |
| Blanc   | Pas au départ (DNS)          |
| Blanc   | Forfait (WD)                 |
| Blanc   | N'a pas participé (DNP)      |
| Blanc   | Blessé (INJ)                 |
| Blanc   | Exclu (EX)                   |
| Blanc   | Course annulée (C)           |

### Championnats pilotes

#### Championnats pilotes LMP2
| Pos | Pilote              | Points |
| --- | ------------------- | ------ |
| 1   | Nelson Panciatici   | 85     |
| 1   | Pierre Ragues       | 85     |
| 2   | Pierre Thiriet      | 77     |
| 3   | Oliver Turvey       | 71     |
| 3   | Simon Dolan         | 71     |
| 4   | Jonathan Hirschi    | 69     |
| 5   | Brendon Hartley     | 64     |
| 6   | Mathias Beche       | 62     |
| 7   | Natacha Gachnang    | 58     |
| 8   | Michel Frey         | 46     |
| 9   | Patric Niederhauser | 40     |
| 10  | Franck Mailleux     | 30     |
| 11  | Christian Klien     | 28     |
| 12  | Maurizio Mediani    | 28     |
| 12  | Sergey Zlobin       | 28     |

#### Championnats pilotes LMPC
| Pos | Pilote             | Points |
| --- | ------------------ | ------ |
| 1   | Gary Hirsch        | 115    |
| 1   | Paul-Loup Chatin   | 115    |
| 2   | Anthony Pons       | 98     |
| 2   | Soheil Ayari       | 98     |
| 3   | Alex Loan          | 33     |
| 4   | Nico Verdonck (en) | 18     |
| 5   | Cornelius Jones    | 16     |
| 5   | Nick Catsburg      | 16     |
| 6   | Matthieu Lecuyer   | 15     |

#### Championnats pilotes LMGTE
| Pos | Pilote                 | Points |
| --- | ---------------------- | ------ |
| 1   | Johnny Mowlem          | 114    |
| 1   | Matt Griffin           | 114    |
| 2   | Christian Ried         | 80     |
| 3   | Nick Tandy             | 70     |
| 4   | Marco Cioci            | 63     |
| 4   | Piergiuseppe Perazzini | 63     |
| 4   | Federico Leo           | 63     |
| 5   | Frank Montecalvo       | 63     |
| 5   | Gunnar Jeannette       | 63     |
| 6   | Andrea Bertolini       | 61     |
| 6   | Joël Camathias         | 61     |
| 7   | Klaus Bachler          | 48     |
| 8   | Emmanuel Collard       | 10     |
| 8   | François Perrodo       | 10     |
| 8   | Gianluca Roda          | 10     |
| 9   | Patrice Milesi         | 38     |
| 10  | Jean-Karl Vernay       | 22     |

#### Championnats pilotes GTC
| Pos | Pilote           | Points |
| --- | ---------------- | ------ |
| 1   | Fabio Babini     | 100    |
| 1   | Kirill Ladygin   | 100    |
| 1   | Viktor Shaitar   | 100    |
| 2   | Andrea Rizzoli   | 76     |
| 2   | Lorenzo Casé     | 76     |
| 2   | Stefano Gai      | 76     |
| 3   | Andrew Smith     | 67     |
| 3   | Ollie Millroy    | 67     |
| 4   | Alexander Frolov | 57     |
| 4   | Devi Markozov    | 57     |
| 5   | Luca Persiani    | 47     |
| 6   | Alasdair McCaig  | 40     |